# Plasa Sighet
Plasa Sighet a fost o unitate administrativă în cadrul județului Maramureș (interbelic). Reședință de plasă era orașul Sighet.

## Demografie
La recensământul din 1930 au fost înregistrați 43.706 locuitori, dintre care 25.742 români (58,9%), 6.681 ruteni (15,3%), 6.369 evrei (14,6%), 4.507 maghiari (10,3%) ș.a. Sub aspect confesional populația era alcătuită din 30.351 greco-catolici (69,4%), 6.401 mozaici (14,6%), 2.834 romano-catolici (6,5%), 2.582 ortodocși (5,9%), 1.256 reformați (2,9%) ș.a.

## Materiale documentare

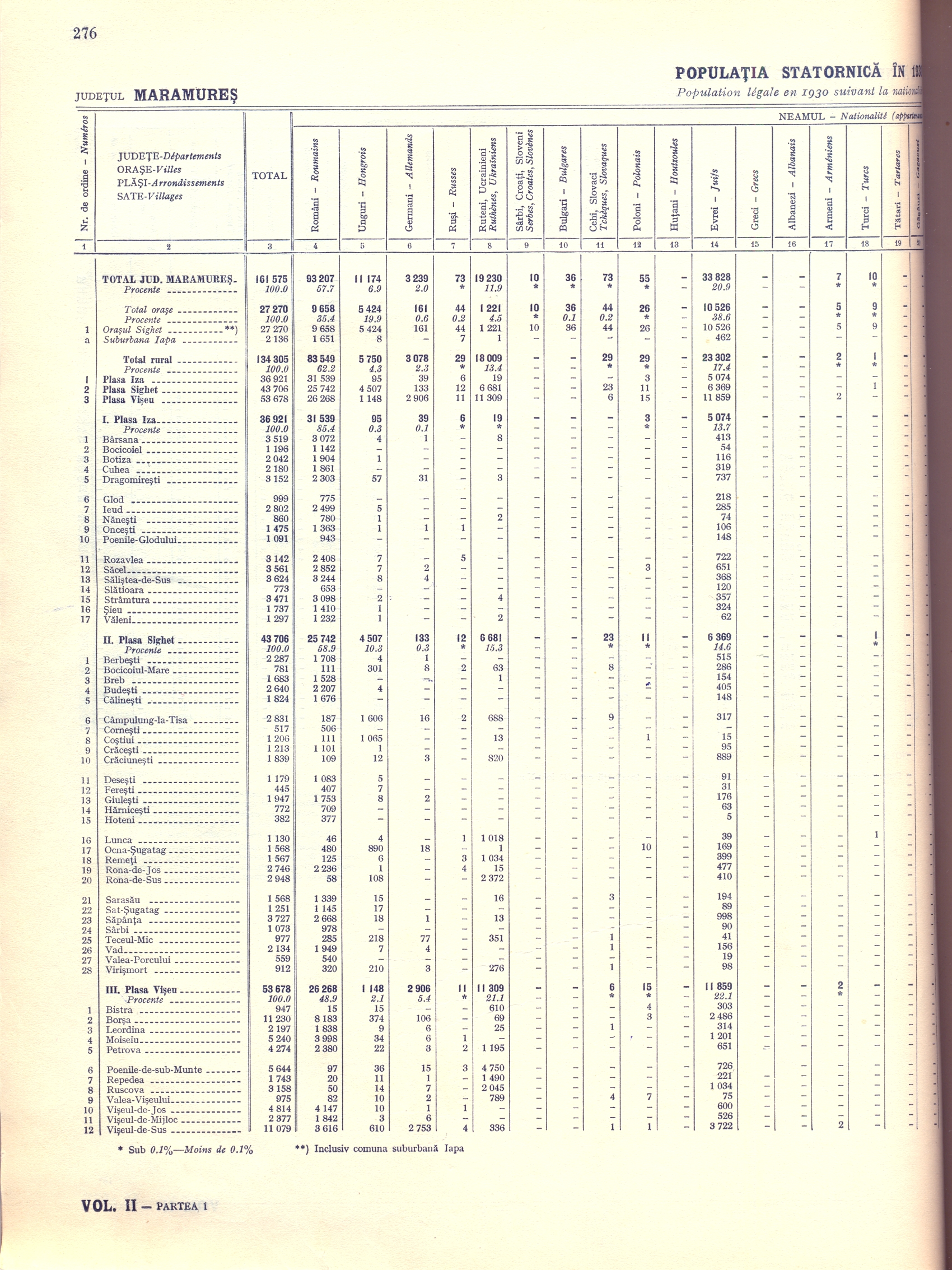
Datele aferente plășii Sighet la recensământul din 1930 (Etnii)
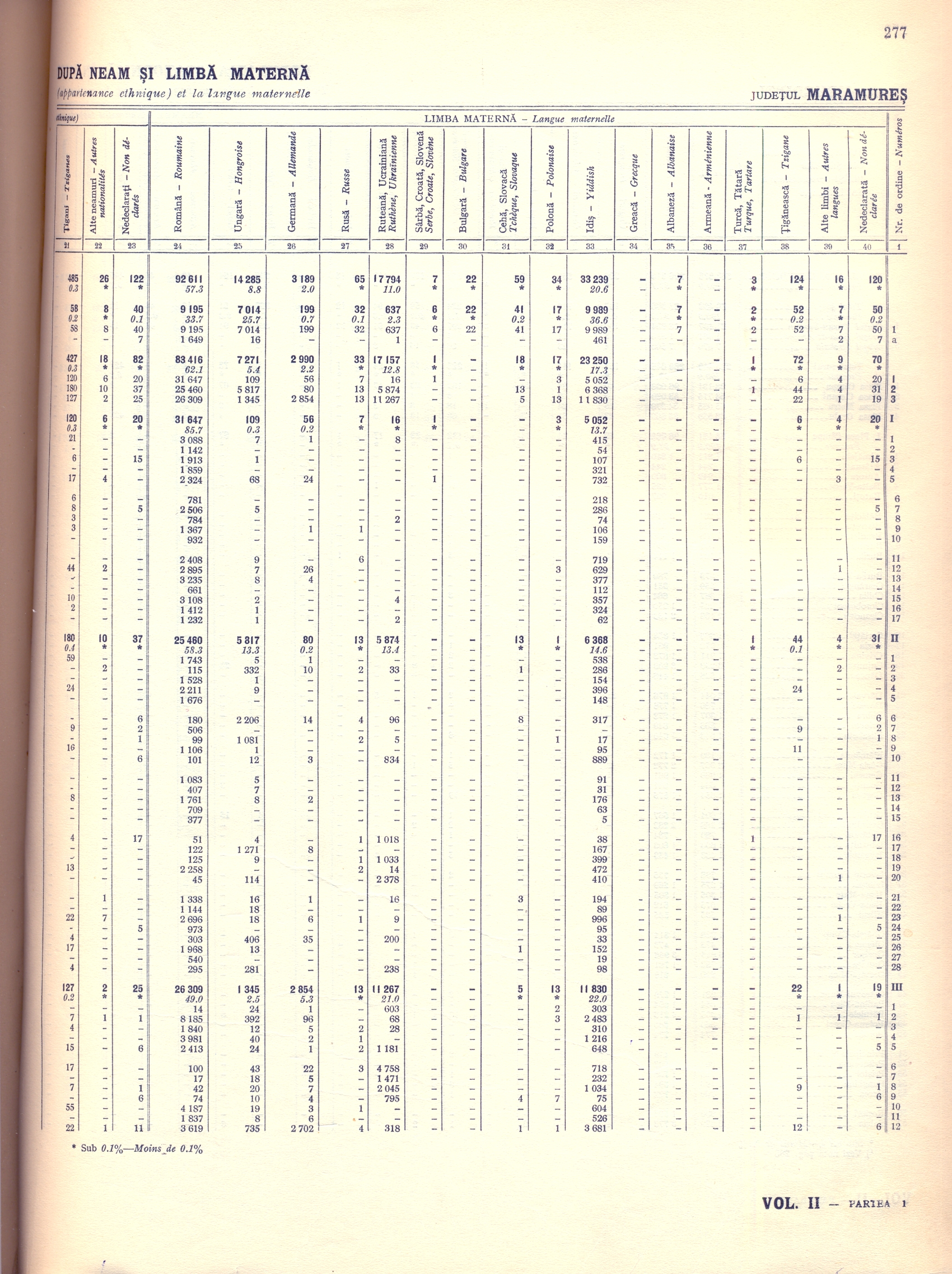
Datele aferente plășii Sighet la recensământul din 1930 (Etnii - continuare)
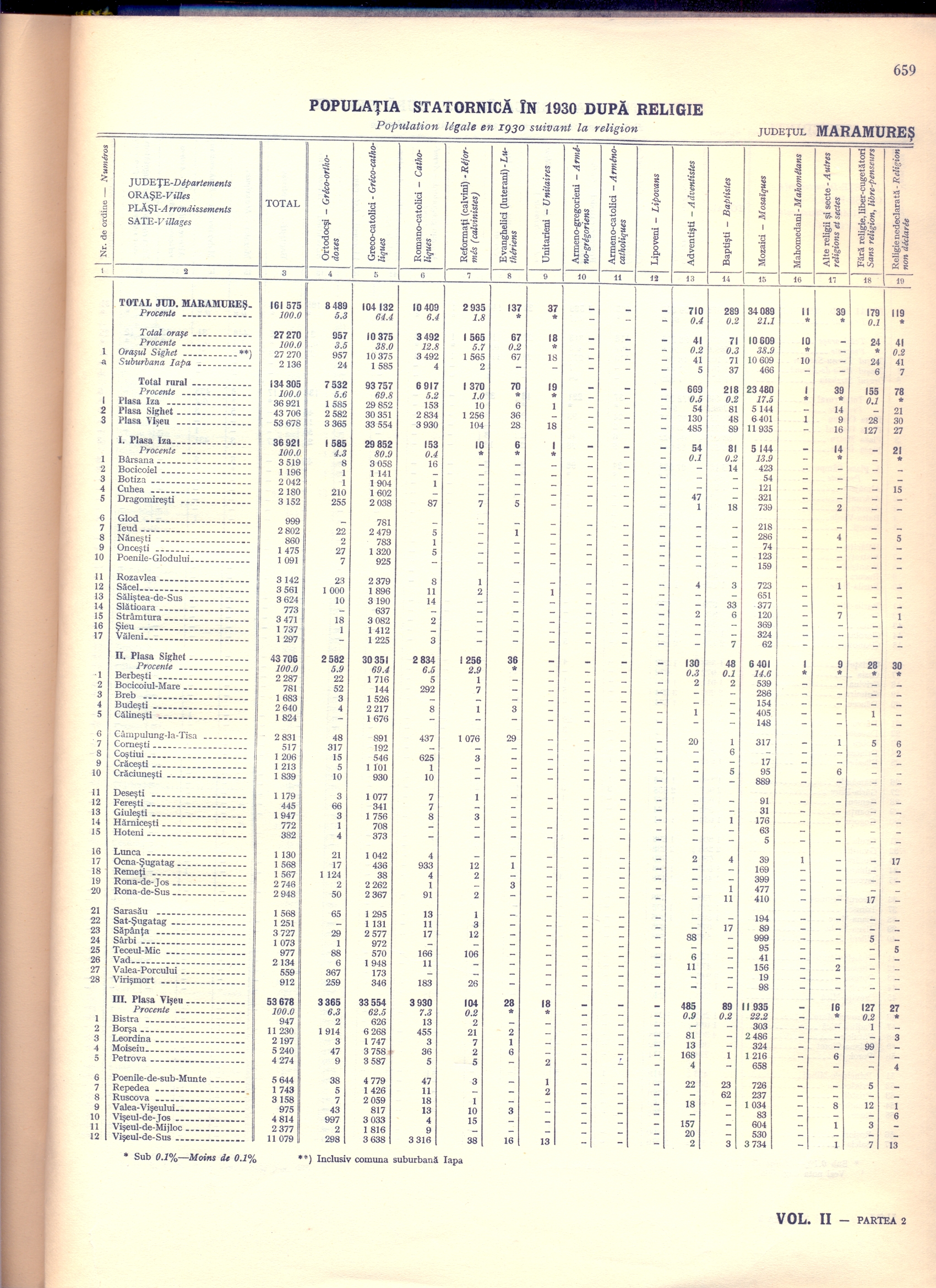
Datele aferente plășii Sighet la recensământul din 1930 (Confesiuni)